# Рог (Ливенский район)
Рог — деревня в Ливенском районе Орловской области России.
Входит в состав Дутовского сельского поселения.

## География
Находится в окружении следующих населённых пунктов (с которыми и граничит): административный центр поселения — деревни Семенихино (на западе), с деревней Мальцево (на севере) и деревней Лопашино (Ливенский район) (на юге).
В деревне имеется одна улица — Роговская. С указанными выше деревнями соединена просёлочными дорогами.

## Население
| 2002 | 2010 |
| ---- | ---- |
| 106  | ↘102 |